# Писател в сянка (филм)
„Писател в сянка“ (на английски: The Ghost Writer) е трилър филм от 2010 г. на режисьора Роман Полански. Сценарият, написан от Полански и Робърт Харис, е базиран на романа „Сянката“ на Харис от 2007 г. Премиерата е на 12 февруари 2010 г. на Берлинския кинофестивал, където Полански печели Сребърна мечка за режисура. По кината във Великобритания и България филмът излиза съответно на 16 април и 8 октомври 2010 г.

## Актьорски състав
| Актьор        | Роля          |
| ------------- | ------------- |
| Юън Макгрегър | писателят     |
| Пиърс Броснан | Адам Ланг     |
| Ким Катрал    | Амелия Блай   |
| Оливия Уилямс | Рут Ланг      |
| Тимъти Хътън  | Сидни Крол    |
| Том Уилкинсън | Пол Емет      |
| Джон Бърнтол  | Рик Рикардели |
| Джеймс Белуши | Джон Мадокс   |

## Награди и номинации
| Категория                                       | Номиниран(и)                                    | Резултат                                        |
| Европейски филмови награди (4 декември 2010 г.) | Европейски филмови награди (4 декември 2010 г.) | Европейски филмови награди (4 декември 2010 г.) |
| ----------------------------------------------- | ----------------------------------------------- | ----------------------------------------------- |
| Най-добър филм                                  | Най-добър филм                                  | награда                                         |
| Най-добри декори                                | Най-добри декори                                | награда                                         |
| Най-добър режисьор                              | Роман Полански                                  | награда                                         |
| Най-добър сценарий                              | Робърт Харис и Роман Полански                   | награда                                         |
| Най-добра филмова музика                        | Александър Деспла                               | награда                                         |
| Най-добър актьор                                | Юън Макгрегър                                   | награда                                         |
| Награда на публиката                            | Награда на публиката                            | номинация                                       |
| Най-добър филмов монтаж                         | Най-добър филмов монтаж                         | номинация                                       |
| Сателит (19 декември 2010 г.)                   |                                                 |                                                 |
| Най-добър филм – драма                          | Най-добър филм – драма                          | номинация                                       |
| Най-добър режисьор                              | Роман Полански                                  | номинация                                       |
| Най-добър адаптиран сценарий                    | Робърт Харис и Роман Полански                   | номинация                                       |
| Най-добър актьор в поддържаща роля              | Пиърс Броснан                                   | номинация                                       |
| Емпайър (27 март 2011 г.)                       |                                                 |                                                 |
| Най-добра актриса                               | Оливия Уилямс                                   | номинация                                       |